# Mercedes-Benz W03
La sigla W03 identifica una famiglia di autovetture di fascia alta prodotte dal 1926 al 1929 dalla Casa tedesca Mercedes-Benz.

## Profilo e caratteristiche
I cinque modelli della famiglia W03, come la più piccola 8/38 PS e la lussuosissima Typ S, fanno parte di un insieme di modelli Mercedes-Benz nati nel 1926, subito dopo la fondazione del marchio stesso, avvenuta con la fusione tra Daimler e Benz.

La sigla di progetto W03 in realtà racchiude in sé solo un modello: gli altri quattro sono ufficialmente siglati come W04 (due modelli), W05 e W09, ma essendo derivati strettamente dal progetto W03, con poche variazioni, questi ultimi vengono quasi sempre considerati assieme al progetto originale.
Il progetto W03, promosso da Ferdinand Porsche, mirava a trovare una valida esponente nella fascia intorno ai 3 litri, segmento lasciato in sospeso ormai da due anni, visto che nel 1924 era stata tolta di produzione la Knight 16/50 PS. La 16/50 PS, modello della stessa fascia, era ormai obsoleta come progetto ed era vicina al pensionamento. Occorreva qualcosa di nuovo che evidenziasse il nuovo corso intrapreso nel 1926 dalla Daimler congiuntamente alla Benz.

### Typ 300 W03
Fu proprio in quel 1926 che vide la luce il primo dei modelli W03, ossia la Typ 300. Conosciuta anche con la denominazione 12/55 PS, la 300 era un'elegante vettura di fascia alta, in puro stile anni venti. Poteva essere ordinata come torpedo, limousine, cabriolet a 4 posti o a 2 posti, oppure semplicemente come nudo autotelaio da carrozzare a proprio piacimento. I prezzi variavano tra i 9.500 marchi richiesti per il solo autotelaio ai 14.500 marchi richiesti per la versione cabriolet a 4 posti.
La Typ 300 era equipaggiata dall'unità M03, un 6 cilindri da 3 litri in grado di erogare una potenza massima di 55 CV a 3500 giri/min.
Il cambio a 4 marce era in blocco con il motore e faceva uso di una frizione multidisco a secco. Le sospensioni erano ad assale rigido con molle a balestra.
La Typ 300 raggiungeva una velocità massima di 100 km/h: venne mantenuta in produzione per circa un anno, dopodiché, nel 1927, venne introdotto il modello successivo. Di questo primo modello furono prodotti 1018 esemplari.

### Typ 300 W04
Il modello che avrebbe sostituito la Typ 300 W03 prese il nome di Typ 300 W04
La differenza tra il modello W03 ed il modello W04 stava essenzialmente nel motore, modificato per ottenere un migliore tiro in basso. Questo nuovo motore era siglato M04, derivava direttamente dal motore M03 ed era sempre un 3 litri, anche se i valori di cilindrata non erano gli stessi. La potenza massima era la stessa, ma disponibile leggermente più in basso (3200 giri/min anziché 3500).
Pressoché identico il resto della meccanica, con il cambio a 4 marce, la frizione a dischi multipli e le sospensioni ad assale rigido con molle a balestra.
Oltre alle doti di erogazione del motore, miglioravano anche le prestazioni: la Typ 300 W04 raggiungeva infatti una velocità massima di 108 km/h.
La Typ 300 W04 venne tolta di produzione nei primi mesi del 1928 dopo essere stata prodotta in 2458 esemplari.

### Typ 320 W04
Per tutto il resto del 1928, venne commercializzata la Typ 320 W04, una nuova evoluzione su base W03. Il propulsore, sempre siglato M04, era stato nuovamente rivisto. In questo caso venne allungata la misura della corsa, maggiorata di 5 mm per migliorare le doti di coppia motrice. I risultati non mancarono: la nuova unità M04, della capacità di 3.1 litri, erogava 162 N·m a 1200 giri/min contro i precedenti 140 N·m a 1280 giri/min. Vi fu anche un leggero miglioramento per quanto riguardava la potenza massima, salita a 58 CV.
Sempre invariato il resto della meccanica. Nonostante le migliorie al motore, le prestazioni vennero però a peggiorare, a causa dell'aumento del peso del corpo vettura. Si tornò quindi ad un allungo massimo di 100 km/h.
Dopo appena 202 esemplari prodotti, alla fine del 1928 la Typ 320 venne tolta di produzione.

### Typ 350 W05 e W09
La fine della produzione della Typ 320 coincise con l'inizio della commercializzazione della Typ 350, presentata alla fine del 1928 e prodotta per gran parte del 1929. La vettura fu assemblata sia negli stabilimenti di Stoccarda-Untertürkheim, sia in quelli di Mannheim. A seconda dello stabilimento di origine, la Typ 350 era conosciuta con due differenti sigle di progetto, vale a dire W05 e W09.
Il motore utilizzato era siglato M09, ed era ancora una volta un'evoluzione del precedente, ma più profonda, tanto che la nuova unità motrice aveva una cubatura di 3.4 litri e raggiungeva una potenza massima di 60 CV a 3200 giri/min.
Anche in questo caso il resto della meccanica e l'impostazione telaistica non subirono cambiamenti di sorta. Anche le prestazioni tuttavia non subirono miglioramenti.
Per questi motivi, verso la fine del 1929 la Typ 350 venne tolta dai listini per essere rimpiazzata dalla 350 Mannheim, appartenente però ad una nuova famiglia di modelli, la W10. In totale, tra W05 e W09 vennero prodotti 735 esemplari di Typ 350.